# Jordens smartaste ord
 Jordens smartaste ord  är Fredrik Lindströms andra bok om det svenska språket. Det är en fortsättning på Världens dåligaste språk